# Терморезистор
Терморезисторът е резистор, чието съпротивление се влияе силно от температурата на околната среда, т.е. има голям температурен коефициент на съпротивлението.
Tерморезисторите се делят на два основни вида:
- позистор (или PTC-термистор) – терморезистор с положителен температурен коефициент (Positive Temperature Coefficient) – съпротивлението нараства с повишаване на температурата;
- термистор (или NTC-термистор) – терморезистор с отрицателен температурен коефициент (Negative Temperature Coefficient) – съпротивлението намалява с повишаване на температурата.

## История
Първото документирано наблюдение на полупроводников материал с характеристика на NTC-термистор е на Майкъл Фарадей през 1833 г., който забеляза, че съпротивлението на сребърен сулфид рязко намалява с повишаването на температурата. Първите терморезистори били неизгодни, трудни за производство и с ограничена употреба. Модерният полупроводников терморезистор е изобретен през 1930 г. от Самюел Рубен (1900 – 1988).

## Видове
Освен според температурния си коефициент (PTC и NTC), терморезисторите се делят и според температурния диапазон, в който са ефективни:
- Нискотемпературни (под 170 K);
- Среднотемпературни (от 170 К до 510 К);
- Високотемпературни (570 К и нагоре);
- Специални високотемпературни (от 900 К до 1300 К).[3]

## Приложение
Терморезисторите се използват основно за:
- Измерване на температура – поради малките си размери, съответно малка инертност, може да се ползват за измерване температурата на бързо променящи се процеси, обикновено в диапазона: от -100 °C до 300 °C;[4]
- Температурна компенсация – тъй като съпротивлението на всички полупроводници се променя от температурата, електронните схеми имат нужда от постоянна информация за работната температура, за да компенсират тази промяна;
- Защита от свръхнапрежение и стабилизация на електрическия ток – тъй като при преминаването на ток през полупроводник се генерира топлина, прекаленото нарастване на напрежението би повишило температурата и да увреди електронната схема.

Терморезисторите имат ниска цена, много добра чувствителност, добра стабилност и силно изразена нелинейност.